# Star time camp
Star time camp — літній дитячий табір в Гранаді, Іспанія, який фокусується на STEM-освіті та активному відпочинку на свіжому повітрі. Влітку 2024 року табір потрапив у скандал через неналежні умови для дітей. За даними українського омбудсмена в Іспанії, також були зафіксовані випадки недбалого поводження з боку персоналу. Компанія Star Time Camp зареєстрована у Валенсії (Іспанія) на ім'я Олега Хорошого (Лопатька), бізнесмена з Одеси та блогера, що розповідає про бізнес дитсадків. 

## Діяльність
Star time camp — це дитячий табір. Спершу він працював в Україні на березі Чорного моря, а після повномасштабного вторгнення його перенесли до Гранаді в Іспанію.
Розподіл за загонами та номерами формується за віковим принципом. Під час змін діти можуть займатися творчістю та розвивати таланти під керівництвом вихователів за технологією STEM-освіти.  

## Скандал
Влітку 2024 року табір потрапив у скандал через жахливі умови поселення дітей. Дітей поселили у недобудованих задушливих приміщеннях без доступу до питної води, туалетів, засобів гігієни, здорового харчування. Батькам довелося самостійно вивозити своїх дітей з табору. Відмовившись від проживання в неналежних умовах діти мали проблеми з поверненням додому. За словами представниці українського омбудсмена в Іспанії Люсії Задорожної, також були зафіксовані випадки недбалого поводження з боку персоналу. Так, п'ятеро дітей втекли з табору, згодом їх знайшли у Валенсії та повернули батькам.
Офіс омбудсмена України з прав людини отримав скарги від батьків та дітей, яких відправили до табору. Дмитро Лубінець попросив МЗС доручити посольству в Іспанії захистити права дітей. Зокрема, звернутися до влади та правоохоронців.  
Згодом у справу втрутилась представниця українського омбудсмена в Іспанії Люсія Задорожна. Було складено протокол про порушення. Надані дітям приміщення не відповідали санітарним нормам для дітей. 
Власник табору Олег Хороший (Лопатько) заявив про спробу конкурентів дискредитувати бізнес та форс-мажор через недобудований об’єкт на момент приїзду дітей. Батьки, за його словами, «перебільшували». 
За даними Дмитра Лубінця, на дітей, що скаржилися, почала тиснути адміністрація табору й погрожувати виселенням. Після приїзду поліції, власник табору заявив батькам, що не нестиме більше відповідальності за дітей і вони можуть їх забирати.  